# الصافية (حارة)

تعديل مصدري - تعديل

الصافية هي إحدى حارات مدينة رحاب بمحافظة إب، بلغ تعداد سكانها 270 نسمة حسب تعداد اليمن لعام 2004.